# Morris-Commercial C8

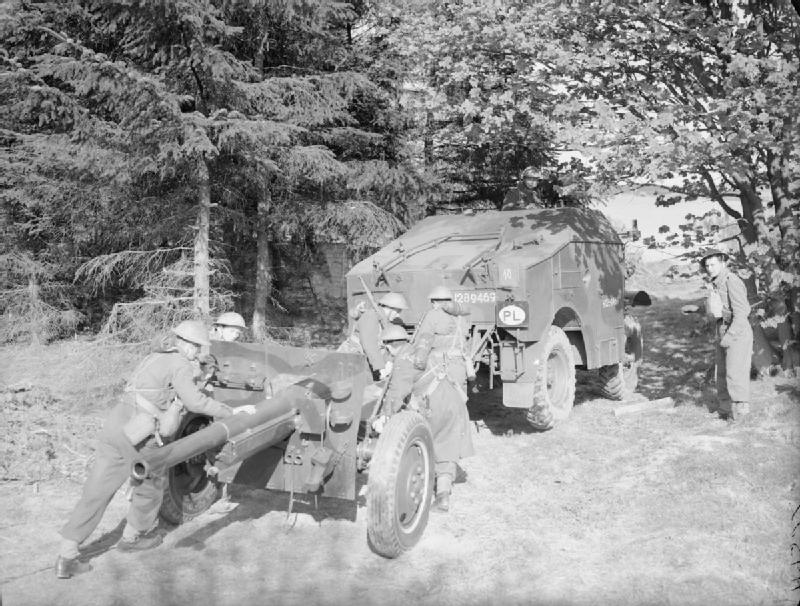
Achterkant Morris C8 FAT

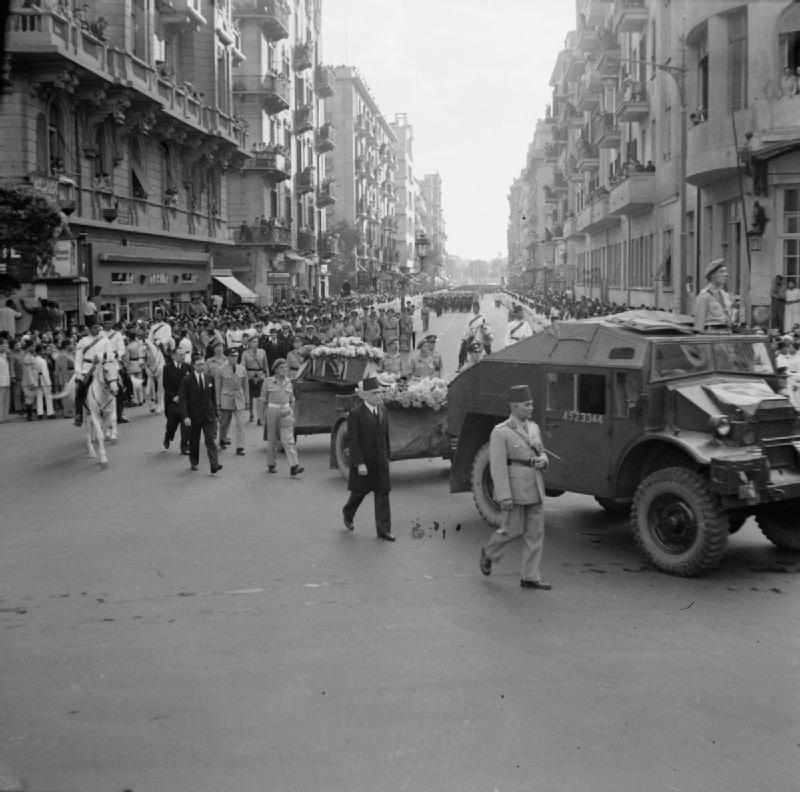
Bij begrafenis

De Morris-Commercial C8 FAT was een veelgebruikte artillerietrekker geproduceerd door de Britse fabrikant Morris Commercial Cars. Deze werd onder de naam Quad gebruikt door de Britse en Canadese strijdkrachten gedurende de Tweede Wereldoorlog. Er werden in totaal meer dan tienduizend exemplaren gebouwd.

## Ontwikkeling
In 1937 werd een start gemaakt met de ontwikkeling van een nieuwe artillerietrekker die de Morris-Commercial CDSW's kon vervangen. Het Britse War Department verzocht diverse fabrikanten met voorstellen te komen op basis van een lijst van eisen. De eisen waaraan het voertuig moest voldoen, waren een korte wielbasis, vierwielaandrijving en een lier. De lier was nodig om te helpen het artilleriestuk te plaatsen of het voertuig te assisteren als het vast kwam te zitten. Guy Motors was de eerste met een voorstel op basis van bestaande modellen en componenten en Morris volgde als tweede.
Morris gebruikte haar CS8-vrachtwagen als uitgangspunt en kwam met een nieuw doch conventioneel ontwerp. Een nieuwe en sterkere viercilinder-benzinemotor werd toegepast, met een vermogen van 70 pk. Twee brandstoftanks met een inhoud van 68 liter gaven het voertuig een bereik van 256 kilometer. Net als het ontwerp van Guy Motors kreeg het voertuig een metalen vracht- en passagierscabine. Naast de chauffeur en vijf passagiers kon het voertuig 24 kisten met hoogexplosieve 25-ponder-granaten en acht kisten met antitankgranaten meenemen, naast nog veel ander materieel.
De eerste Quad werd geleverd in oktober 1939 en het voertuig bleef gedurende de gehele oorlog in productie. Later werd nog een versie met een langere wielbasis geïntroduceerd voor het meenemen van een Bofors-40mm-luchtdoelgeschut.

## Inzet
De Quad deed dienst bij de veldartillerie regimenten (Field Artillery Regiments). Elk regiment telde 36 Quads, waarvan 24 stuks een kanon en munitiewagen trokken en 12 stuks alleen twee munitiewagens.
De eerste voertuigen kwamen eind 1939 bij het leger. Diverse voertuigen werden naar Frankrijk verscheept en werden ingezet tijdens de Slag om Frankrijk. Deze voertuigen trokken een 18-ponder-kanon, een 25-ponderkanon of een 4,5 inch-houwitser. Veel voertuigen bleven achter in Frankrijk terwijl de manschappen van het Britse leger bij Duinkerken werd geëvacueerd. De achtergebleven voertuigen werden ook gebruikt door de Duitse Wehrmacht. Gedurende de hele oorlog werd het voertuig gebruikt door veel legers van het Britse Gemenebest en in diverse regio's.
Het voertuig was relatief klein afgemeten naar de hoeveelheid manschappen en munitie en materieel die kon worden meegenomen. De motor van 70 pk was onvoldoende om een zware last van zo'n 9 ton te trekken. De lier werd veelvuldig gebruikt in modderige situaties of bij het oprijden van heuvels en bergen. De lier had een trekkracht van 4 ton.
Na de oorlog bleef het voertuig in gebruik bij het Britse leger. Het werd ingezet tijdens de Koreaanse Oorlog en in Maleisië. Andere strijdkrachten namen de voertuigen ook in gebruik. Het Nederlandse leger gebruikte de Quad tijdens de politionele acties in Indonesië. In de jaren vijftig werden de voertuigen nog gemoderniseerd, maar in 1959 werden de laatste exemplaren afgestoten. Ze werden vervangen door trekkers die afgeleid waren van de Bedford RL en de Ford Thames E4.

## Versies
Er zijn drie versies van de Morris C8 FAT gemaakt: Mark 1 tot en met 3. De Mark 1 was in productie van 1939 tot medio 1940 en hiervan zijn slechts 200 exemplaren gemaakt. Van de Mark 2 zijn er ongeveer 4000 gefabriceerd van 1940 tot begin 1941. Zo'n 6000 exemplaren van de Mark 3 zijn er gemaakt tussen 1941 en 1945. De totale productie komt daarmee iets boven de 10.000 exemplaren uit.
De opbouw werd gedurende de oorlog enigszins aangepast. De eerste cabines waren volledig van metaal, alle Mark 1's en zo'n 3000 Mark 2's werden hiermee uitgevoerd. Bij de overige 7000 exemplaren werd een deel van het metalen dak vervangen door canvas. De belangrijkste verschillen tussen de twee versies met een canvas dak had betrekking op het aantal deuren voor de bemanning. De eerste versie met canvas dak telde twee grote deuren voor de manschappen en de tweede versie vier.

## Morris C8 GS

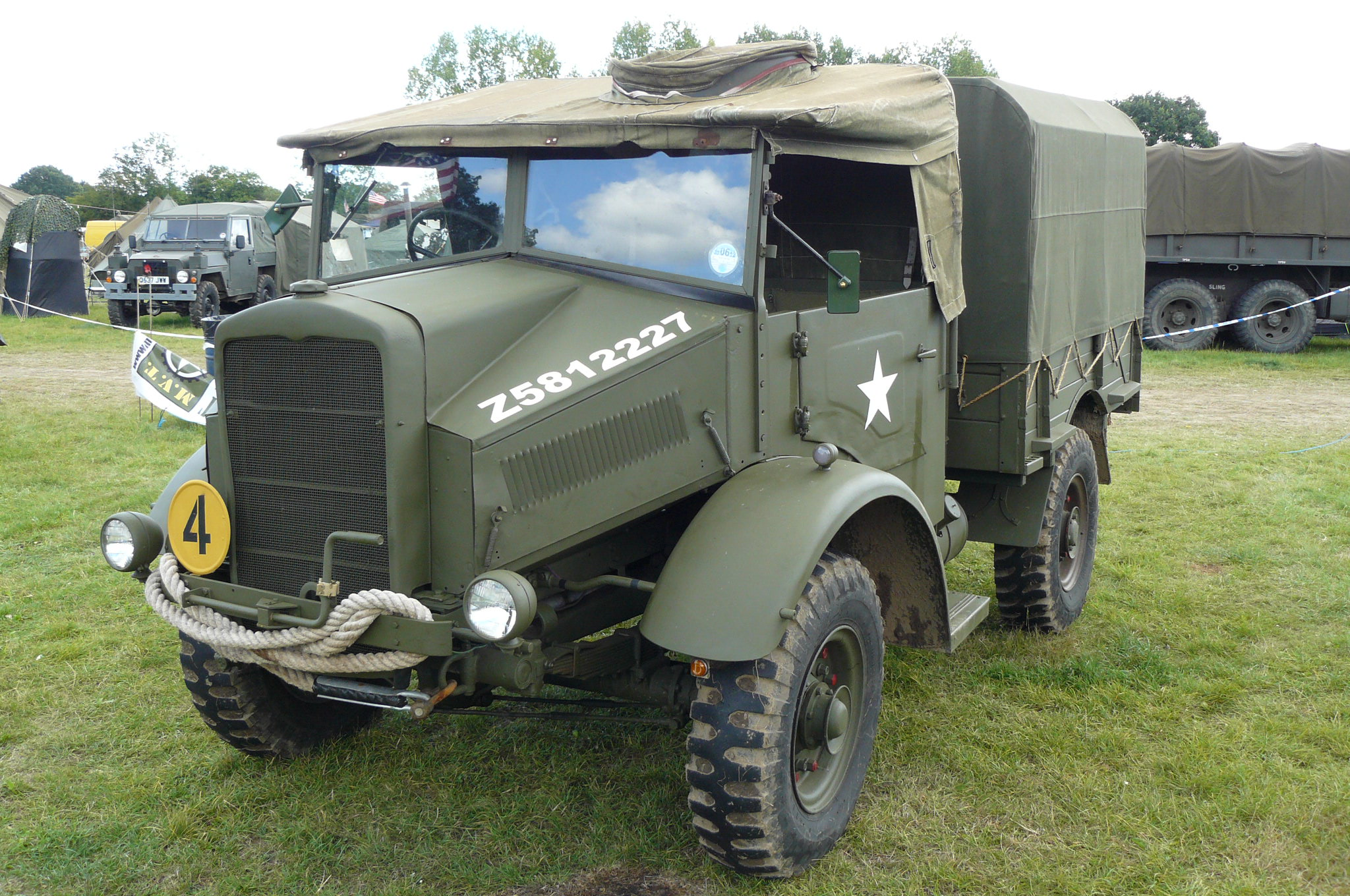
Vooraanzicht Morris C8 GS

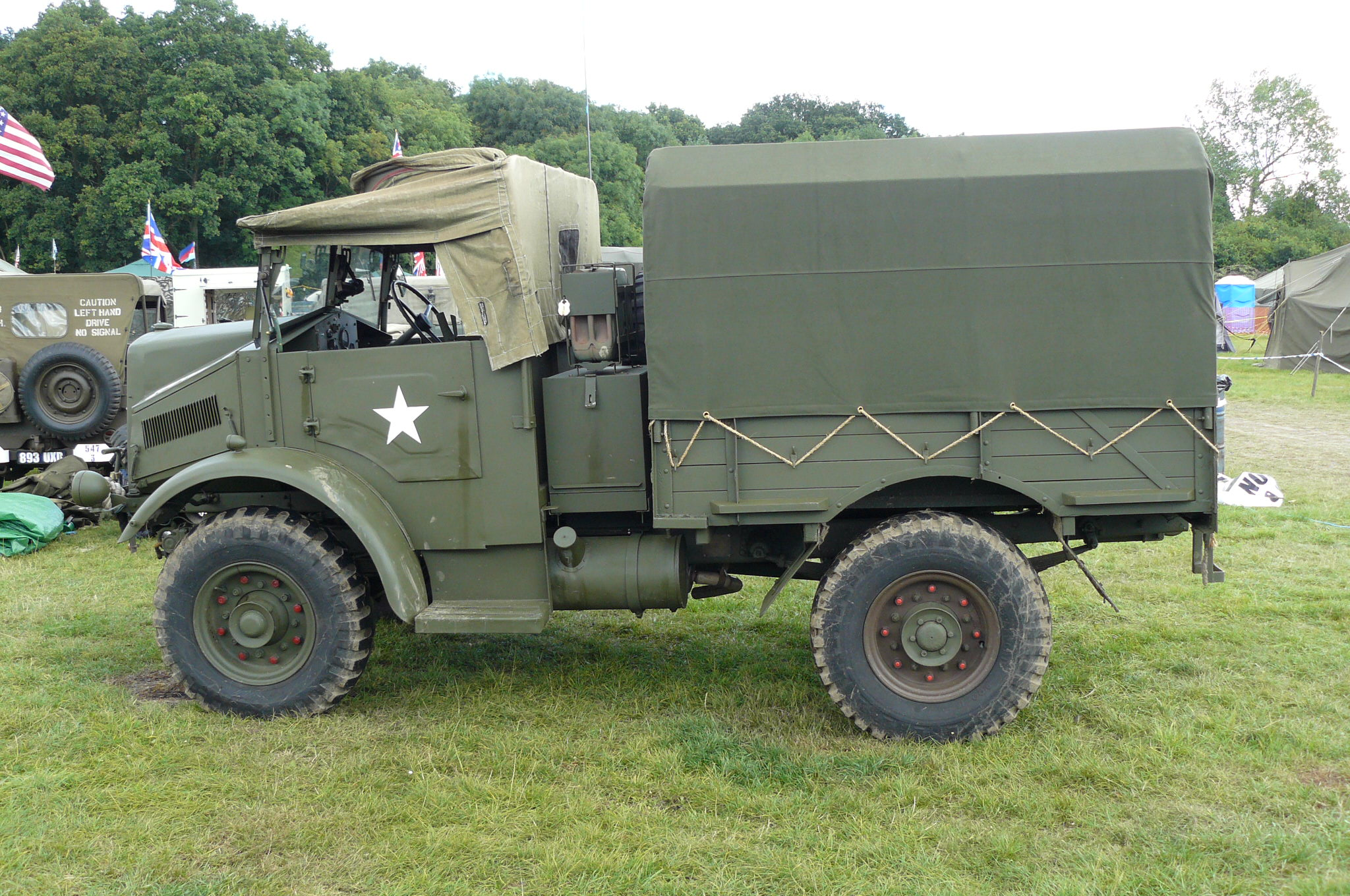
Zijaanzicht Morris C8 GS

De Morris C8 GS vrachtwagen was gebaseerd op de Quad, maar geschikt voor algemeen gebruik. Hij had selectieve aandrijving op alle wielen en werd uitgerust met dezelfde Morris EH-viercilinder-benzinemotor. De afmetingen waren redelijk vergelijkbaar met de Quad. De twee benzinetanks hadden een capaciteit van 100 liter. Vanwege het lagere totaalgewicht en het ontbreken van een zware treklast lag het bereik op 384 kilometer. Er zijn diverse uitvoeringen van dit voertuig gemaakt, waaronder een radio- en transportversie. De voertuigen kwamen pas na de oorlog in voldoende aantallen beschikbaar en ze zijn tot medio jaren vijftig in gebruik gebleven.

## Naslagwerken
- Vanderveen, Bart Wheels and Tracks Number 29 ISSN 0263-7081
- Philip Ventham en David Fletcher Moving the Guns: The Mechanisation of the Royal Artillery, 1854-1939 uitgever: HMSO, ISBN 0-11-290477-7
- Pat Ware, The Illustrated guide to Military Vehicles, uitgever: HermesHouse, London
- Morris-Commercial Tractor FA C8 & AT 30cwt (4×4) manual
- Morris-Commercial C8 & C9 FWD Instruction book + supplements Reference: 4171/252/2